# Lulú Barrera
Lourdes Barrera Campos, más conocida como Lulú Barrera, es una activista de derechos humanos y feminista mexicana. Es fundadora de la organización Luchadoras, cuyo objetivo es que «las mujeres, jóvenes y niñas, vivan con gozo y libertad tanto en los espacio físicos como digitales». Actualmente es codirectora de Fondo Semillas.

## Biografía
Afirma que llegó al feminismo cuando migró a la ciudad de Monterrey, a partir de la discriminación que vivió producto de un «choque cultural» respecto a las reglas que han puesto en desventaja históricamente a las mujeres.
El 8 de marzo de 2016 recibió el reconocimiento "Hermila Galindo" de la Comisión de Derechos Humanos de la Ciudad de México por "su amplia trayectoria de difusión de la igualdad de género y las luchas sociales de las mujeres en medios de comunicación digitales y su programa de televisión por internet “Luchadoras”.
Su perfil forma parte de la exhibición "Unsung" de la fotógrafa sueca Anette Brolenius, una serie de retratos de defensores de derechos humanos alrededor del mundo.

## Activismo digital feminista
Integrante de la nueva ola feminista joven en México que tomó fuerza a partir de las movilizaciones de la "Primavera Violeta" 24A y se extendió hasta el #MeToo y "La Brillantinada" en 2019, cuando escribió en el Washington Post: 
"Nos odian por ser mujeres. Nos odian porque no estamos dispuestas a obedecer. Las pintas son el silencio acallado, la denuncia que no encontró cauce en las tuberías de un sistema de justicia ineficaz. México fue, en 2018, el segundo país con mayor número de feminicidios en la región según la Comisión Económica para América Latina y el Caribe. Ochocientos noventa y ocho. Nueve al día de acuerdo a la ONU. Las paredes se limpian. Ellas no vuelven (...) Nos están matando, y nos estamos defendiendo. Va a caer. Lo vamos a tirar.
Destacó el rol del activismo ciberfeminista ante la prensa, en eventos internacionales y en espacios digitales a través de sus escritos y video columnas como #Confluencers en Democracia Abierta

## Aportes contra la violencia digital
Con Luchadoras fue pionera en la investigación y el combate a la violencia digital en México, con las investigaciones "La violencia en línea contra las mujeres en México" (2017) y "Violencia política a través de las tecnologías contra las mujeres" (2018)   y "Justicia en trámite: el limbo de las investigaciones sobre violencia digital en México" (2020).